# Cước

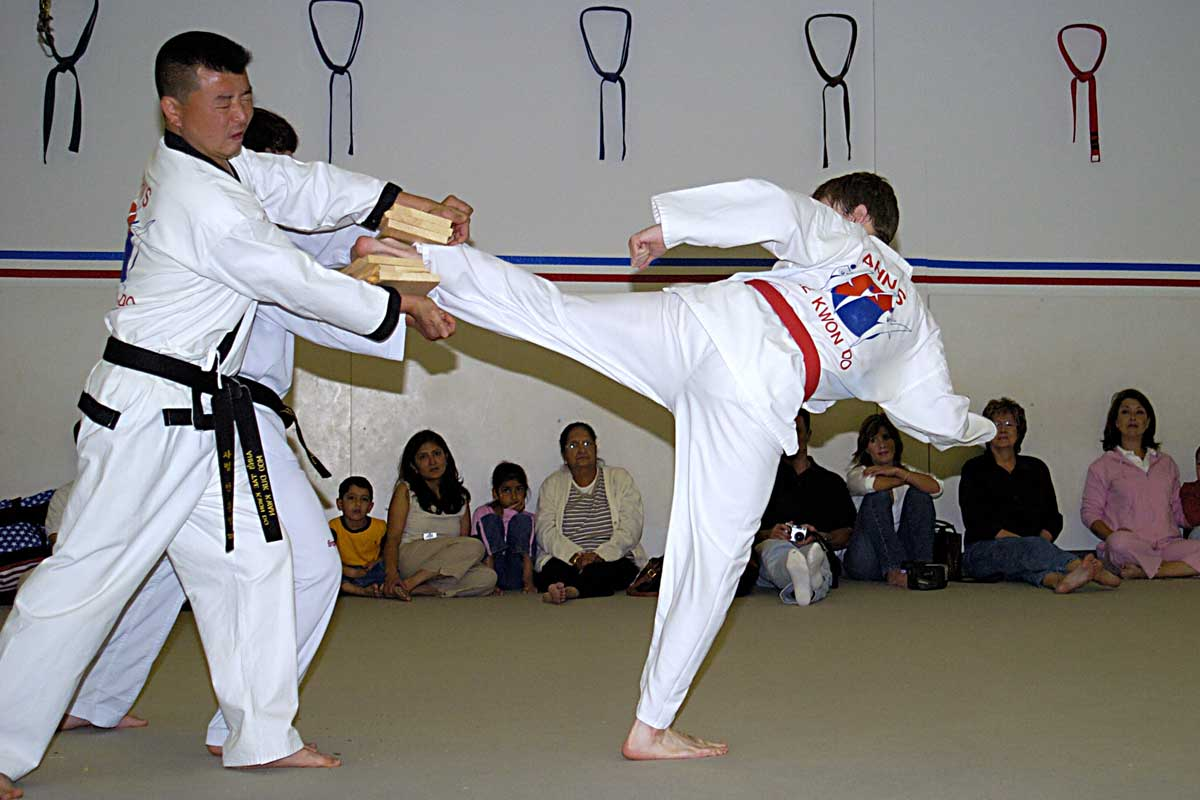
Một cú đá công phá trong Thái Cực Đạo

Cước hay thoái hay còn gọi là cú đá, đòn đá, đòn chân là kỹ thuật chiến đấu bằng cách sử dụng chân trong các cuộc đấu bằng tay không, theo đó người thực hiện cú đá (phát cước hay sử cước) thực hiện một đòn tấn công bằng các phần nhất định của chân như bàn chân (mũi, cạnh, gót) đùi hoặc gối. Cước là đòn tấn công được nhiều môn võ sử dụng như Taekwondo (Đài Quyền Đạo), Karate (Không Thủ Đạo), Quyền Pháp, Công Phu (Võ Công), Vovinam (Việt Võ Đạo), Kickboxing (Quyền Cước), Muay (Quyền Thái), Capoeira, Silat, Hapkido và Kalarippayattu. Cước pháp hay thoái pháp là hệ thống kỹ thuật các đòn đá. Đòn chân chỉ được thực hiện tốt khi trải qua giai đoạn luyện tập đứng tấn (để giúp cho chân thêm cứng mạnh) và xoạc dẻo (để giúp cho chân được dẻo dai, đá được cao và nhanh). Kỹ thuật sử dụng đòn chân để giúp cho đòn đá được chính xác. Tổng hợp  sự nhanh, mạnh, chính xác, chuẩn, hiểm mới tạo nên sự đẹp mắt trong đòn đá. Các kỹ thuật tấn công chân trên các phần trên của cơ thể con người như đầu, mặt, ngực rất ngoạn mục nhưng chúng cũng gậy nhiều rủi ro cho người thực hiện. Các trường phái cổ điển thường dùng quyền (nắm đấm) để tấn công vào các phần trên của thân thể và dành các cú đá cho các phần dưới.

## Một số đòn cước
- Long thăng cước
- Kim tiêu cước
- Kim kê cước

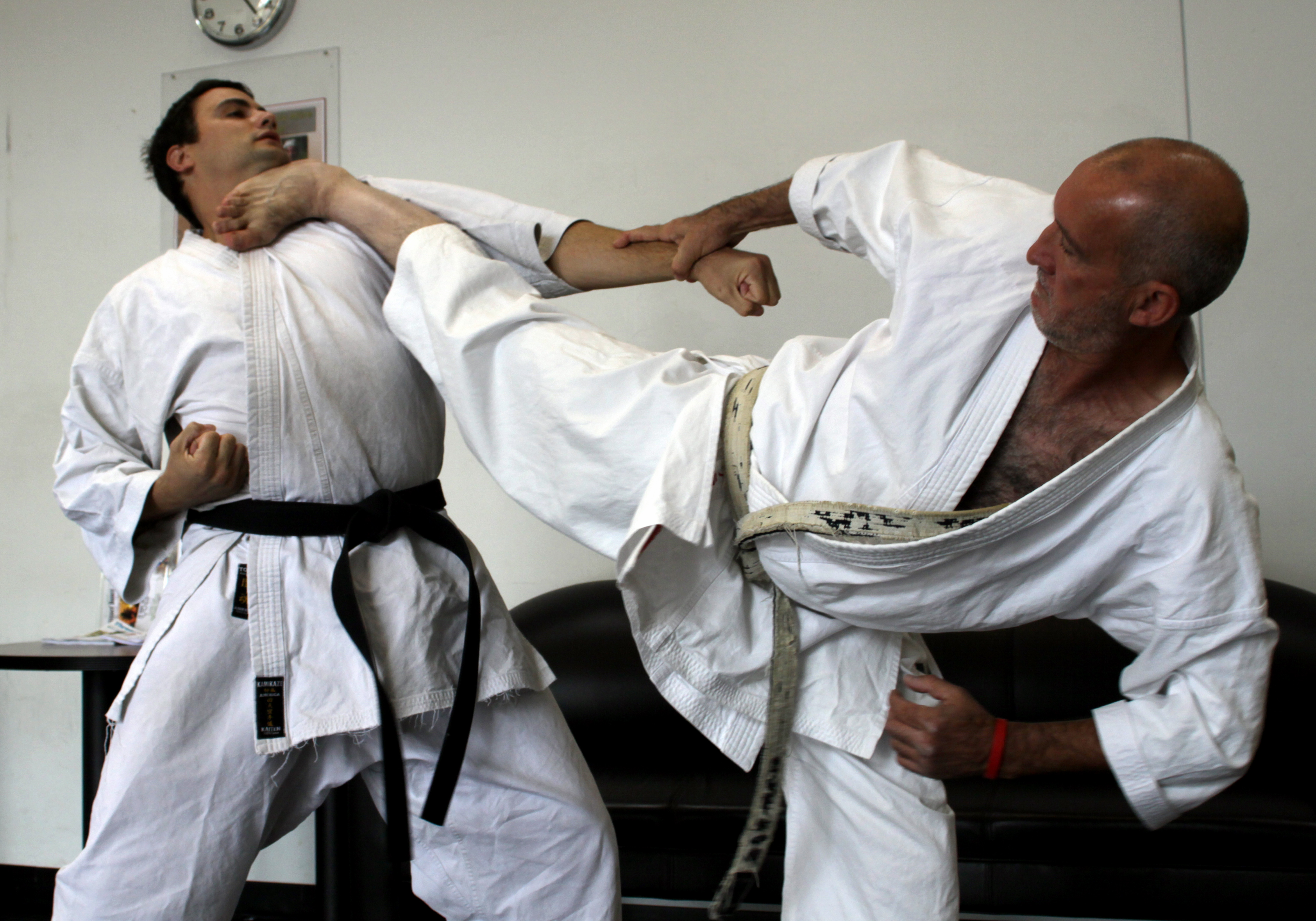
Một đòn đá cạnh trong Không Thủ Đạo

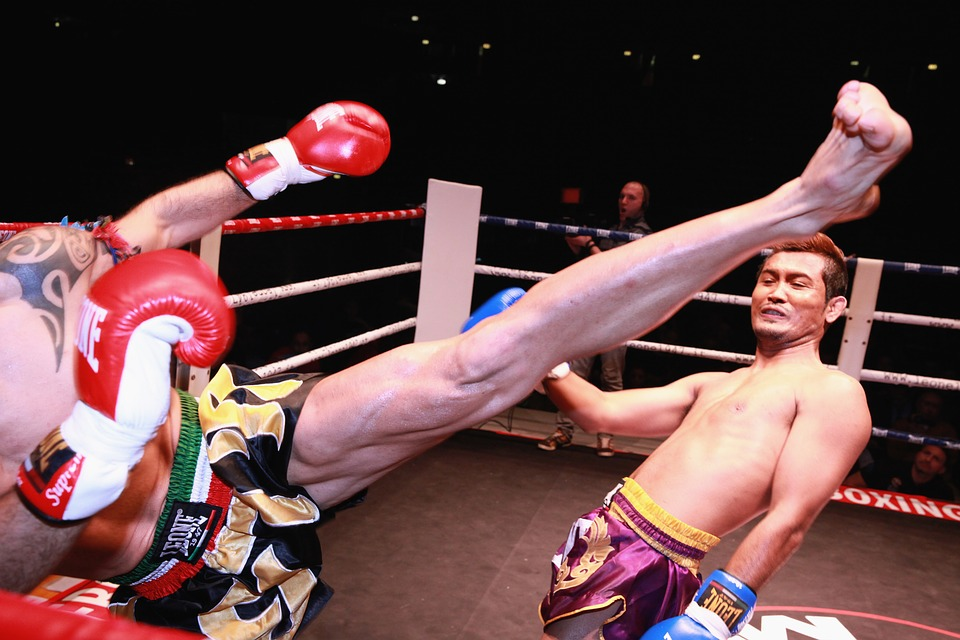
Một cú đá cao

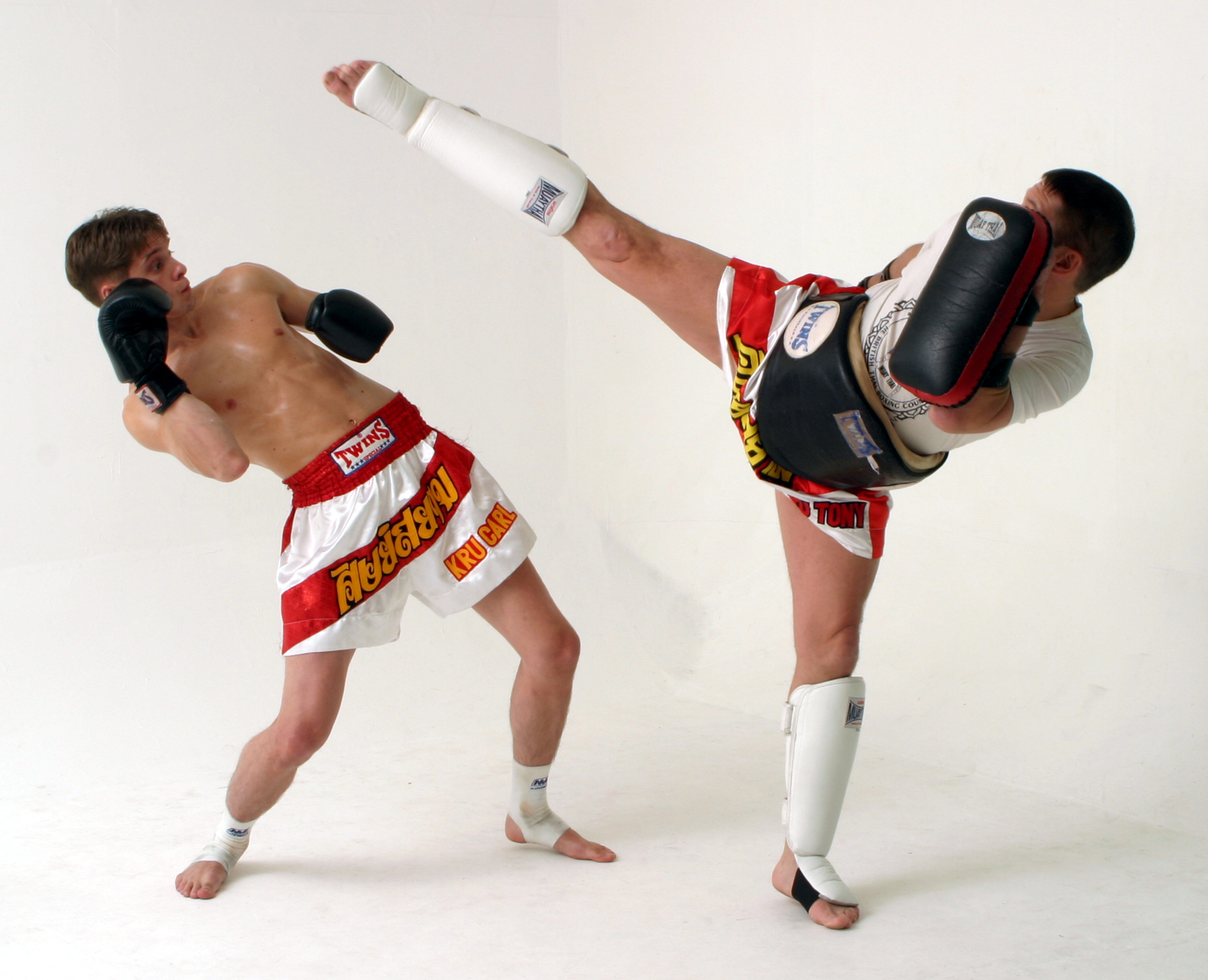
Diễn cảnh một cú đá tầm cao

- Bàn long cước (đá ngang, giọng vào mặt đối thủ)
- Thiết tiêu cước
- Độc tiêu cước
- Đảo sơn cước
- Tảo địa cước (đá quét, xìa)
- Hoàng xà tảo địa cước
- Nghịch lân cước
- Song phi cước (đá hai chân)
- Đá bay hay phi cước (Thăng thiên độc cước)
- Đá chẻ (Lôi công cước)
- Tam cước
- Tứ cước
- Phi yến liên cước (én bay)
- Tứ điện liên cước
- Hổ vĩ cước
- Vô ảnh cước
- Liên hoàn cước (đá liên tục)
- Phong thần cước
- Uyên ương cước
- Hồ điệp cước
- Hạ bàn cước (đá thấp vào phần hạ bàn của đối thủ)
- Sát bạt cước (đá tạt)
- Đá tống
- Liêu âm thoái (đá vào bộ hạ của đối thủ)
- Đàn thối
- Trốc cước

## Một số hình ảnh

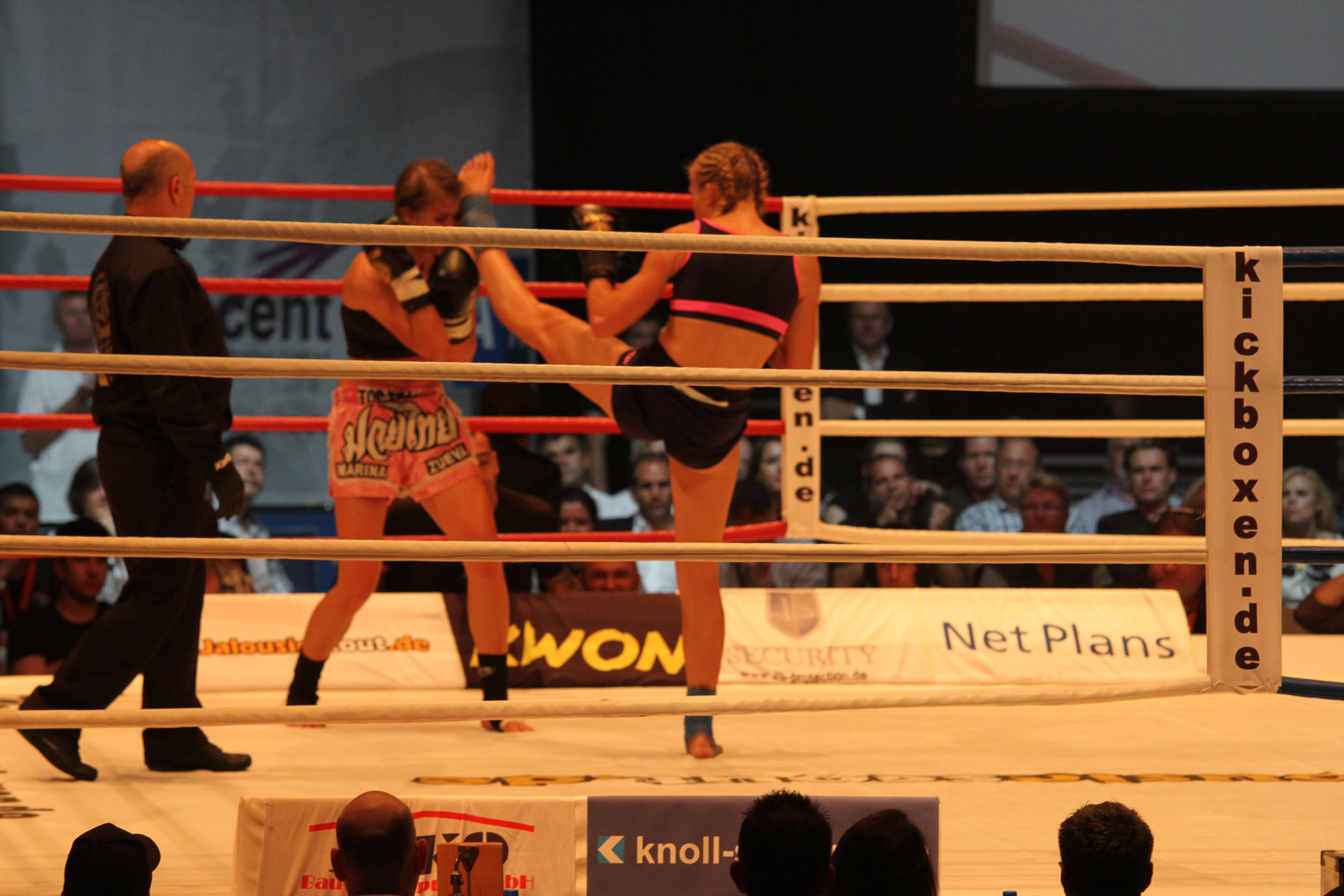
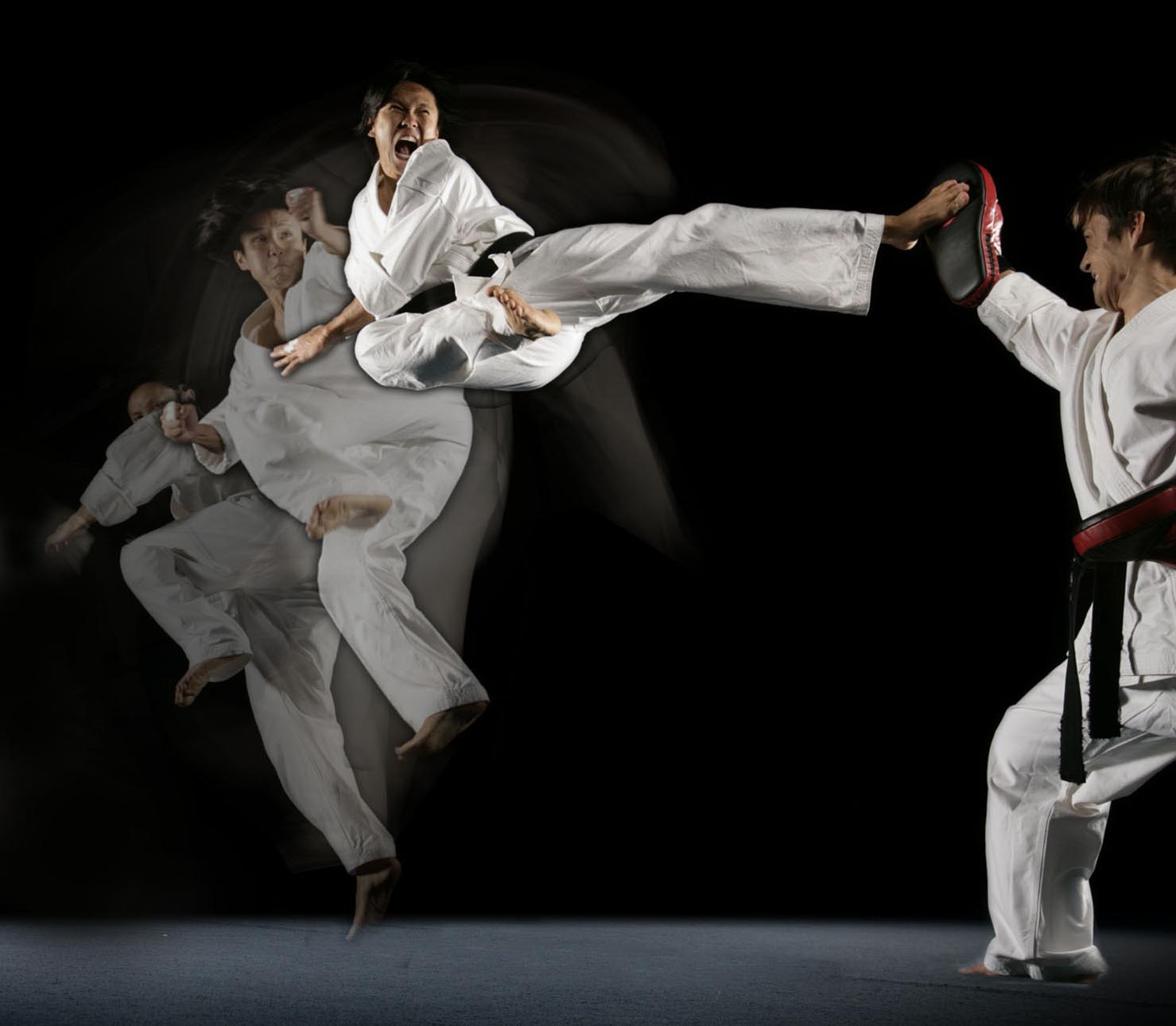
Một đòn phi cước
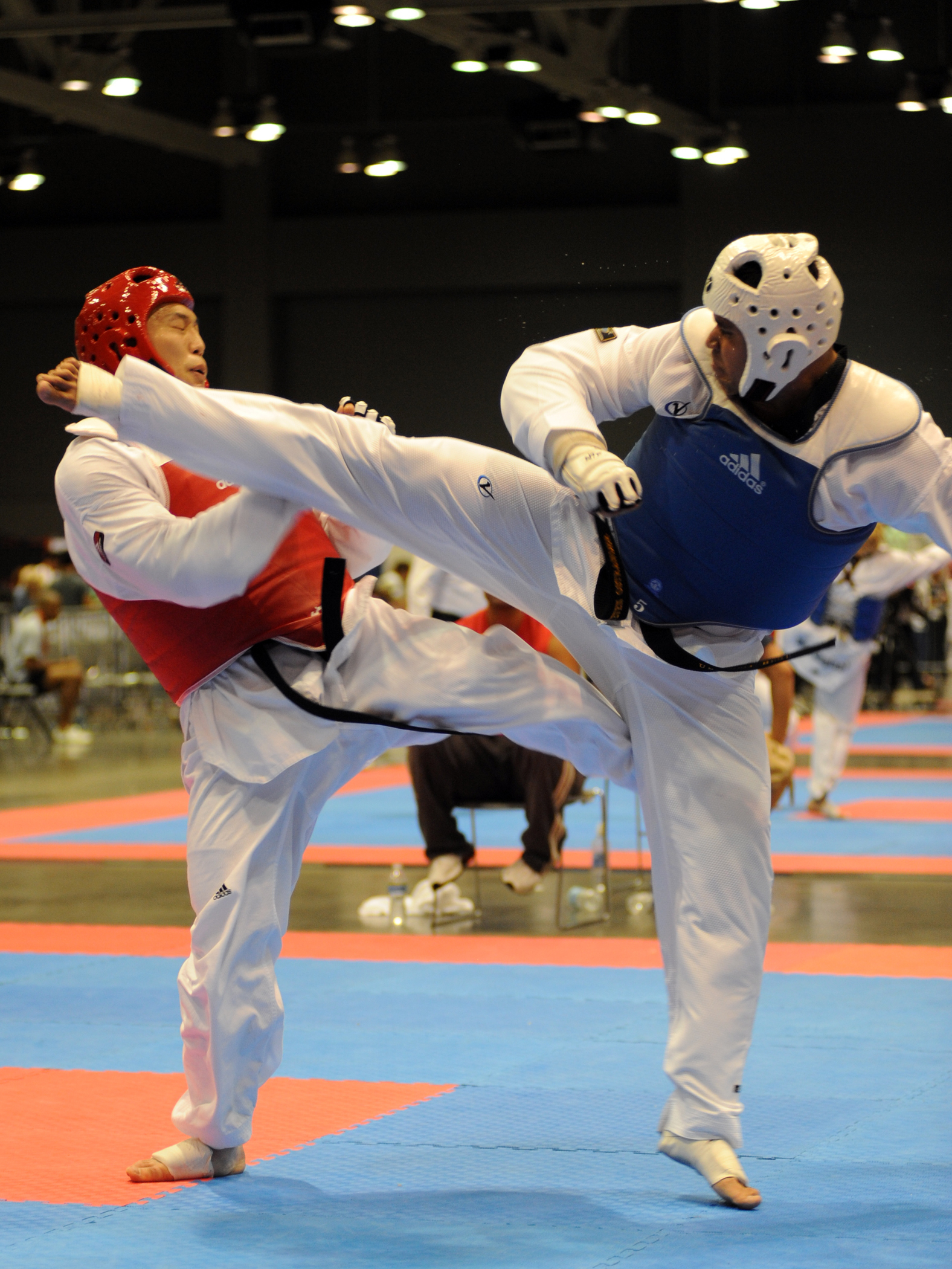
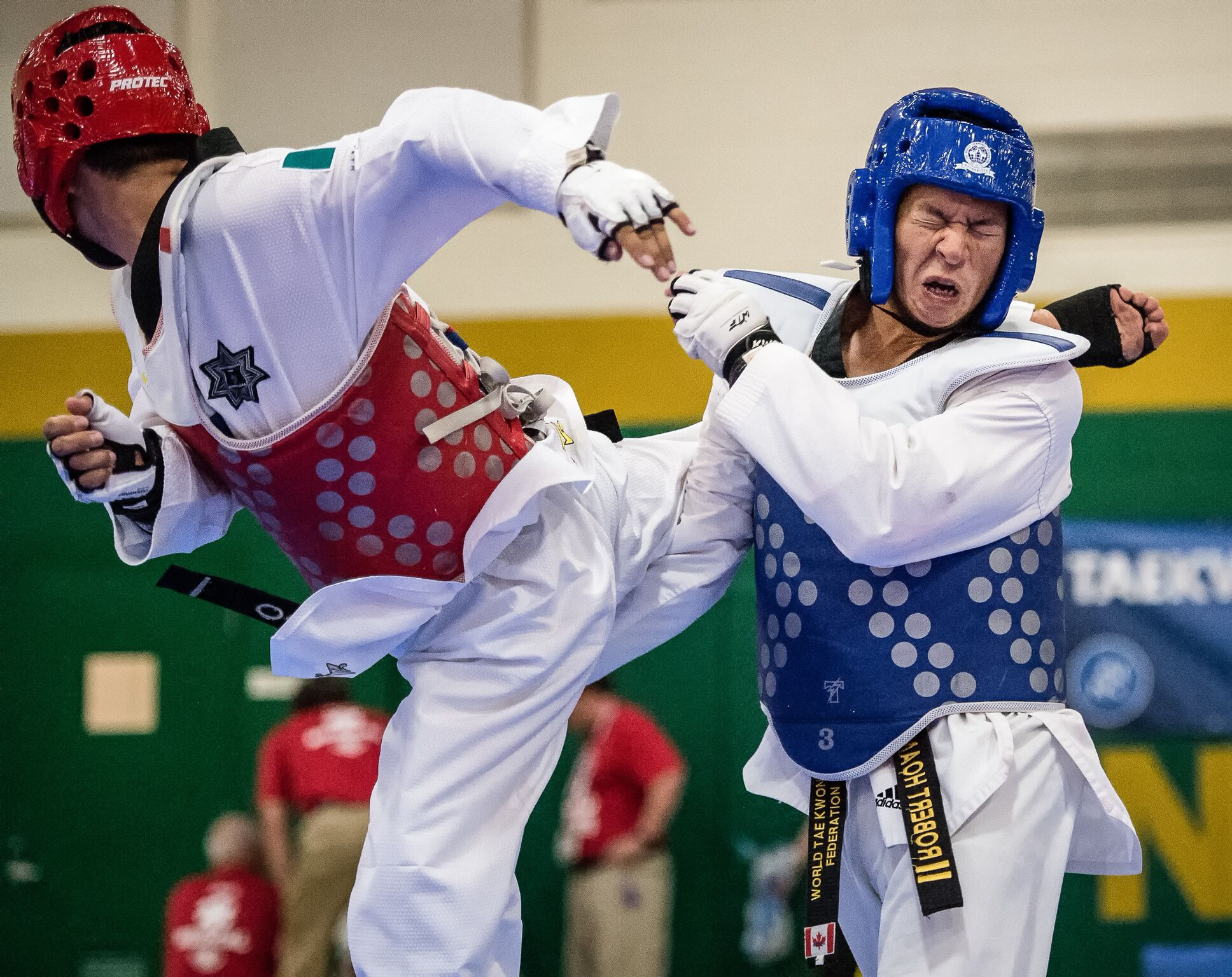
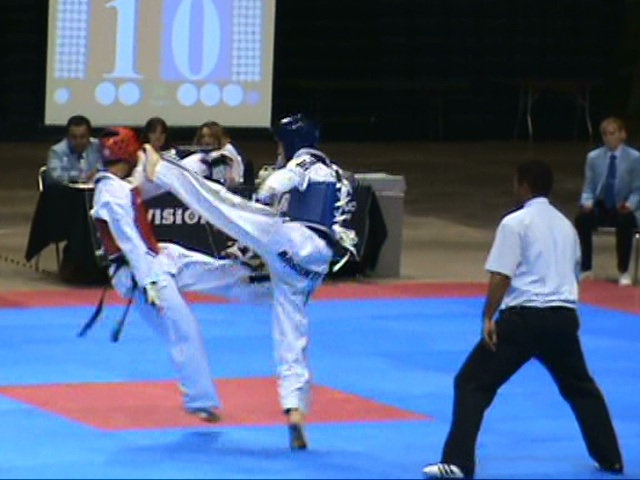
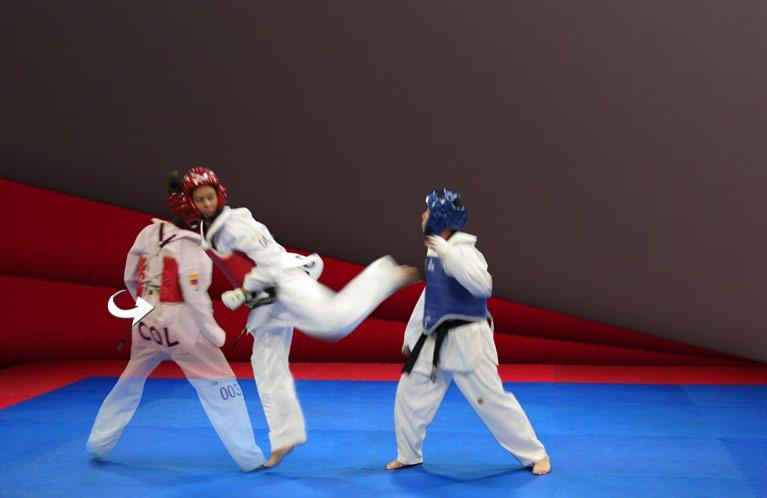
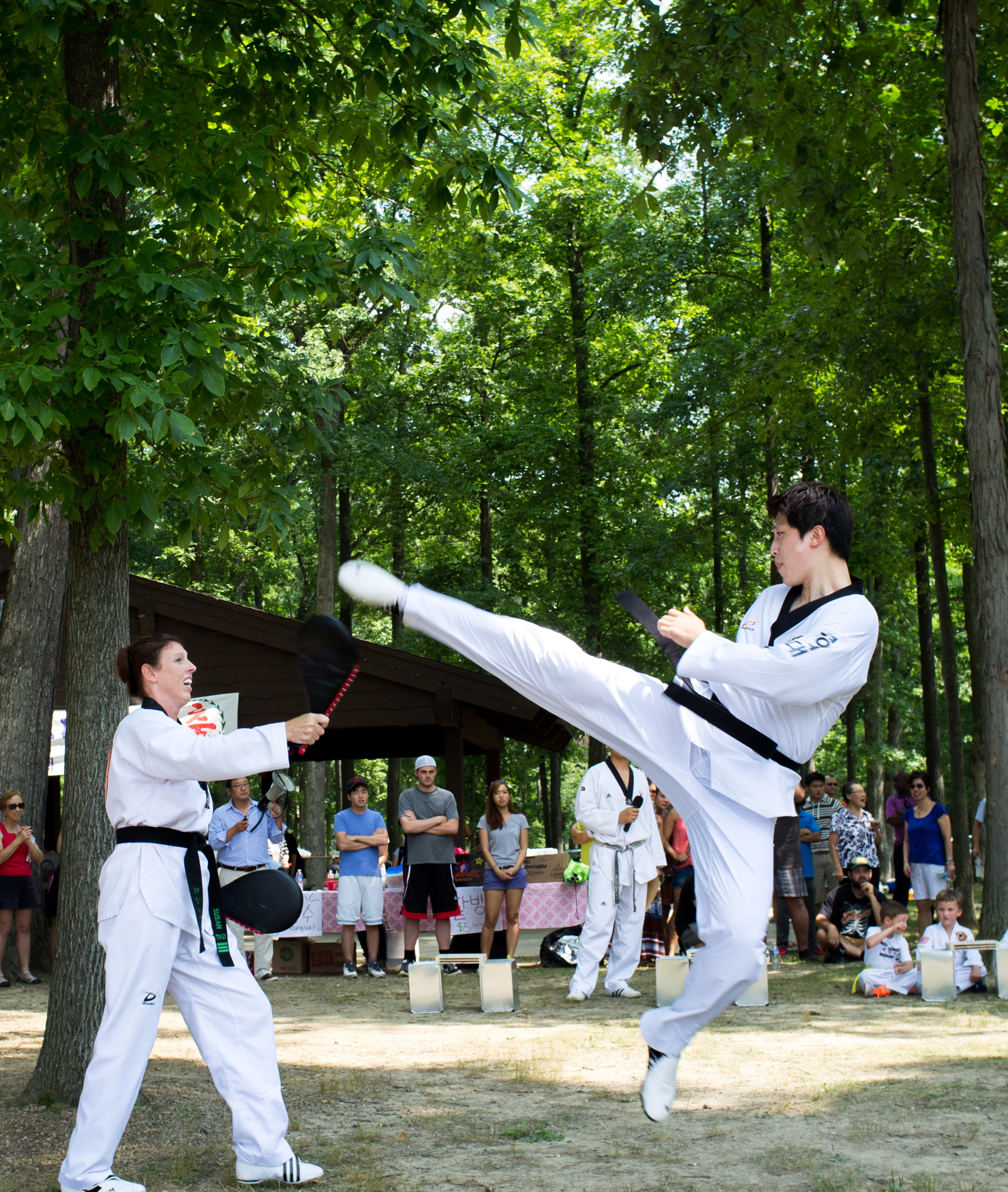
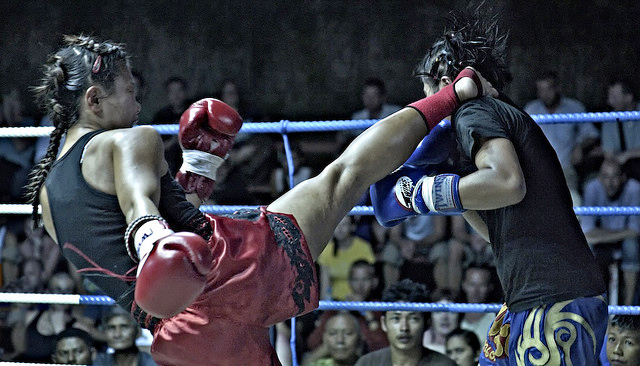
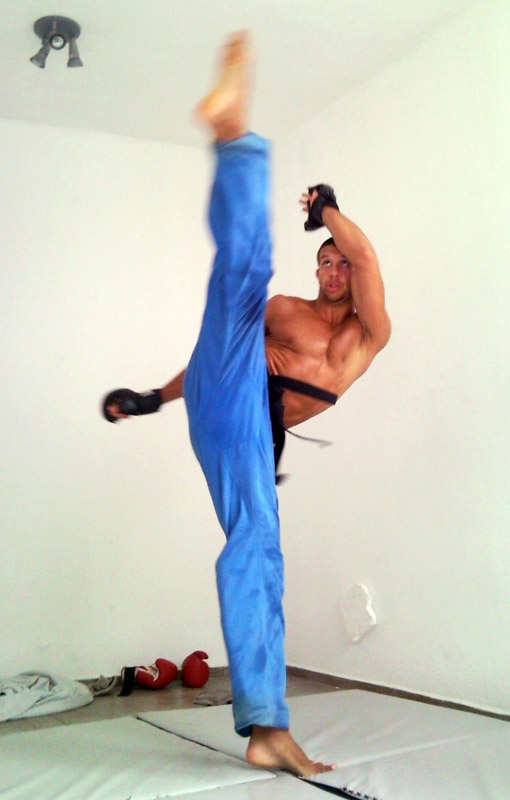
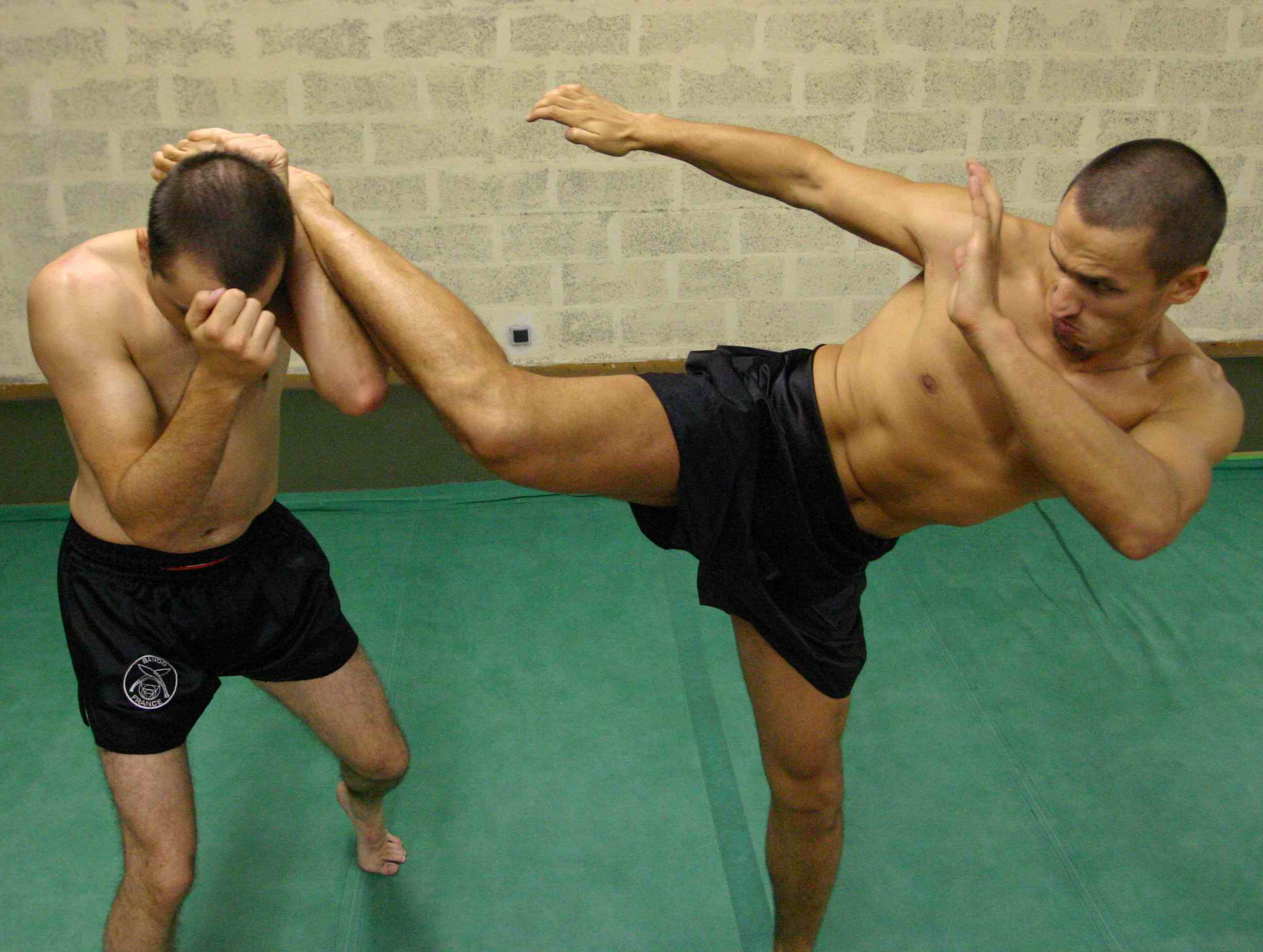
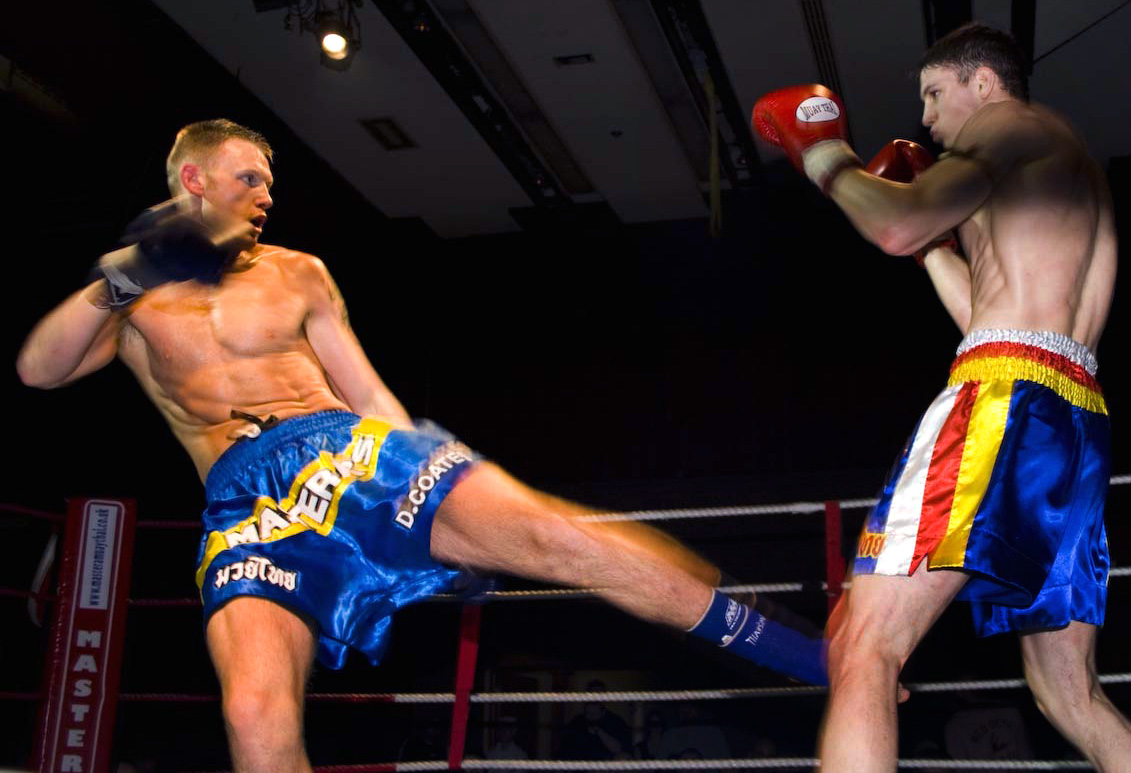
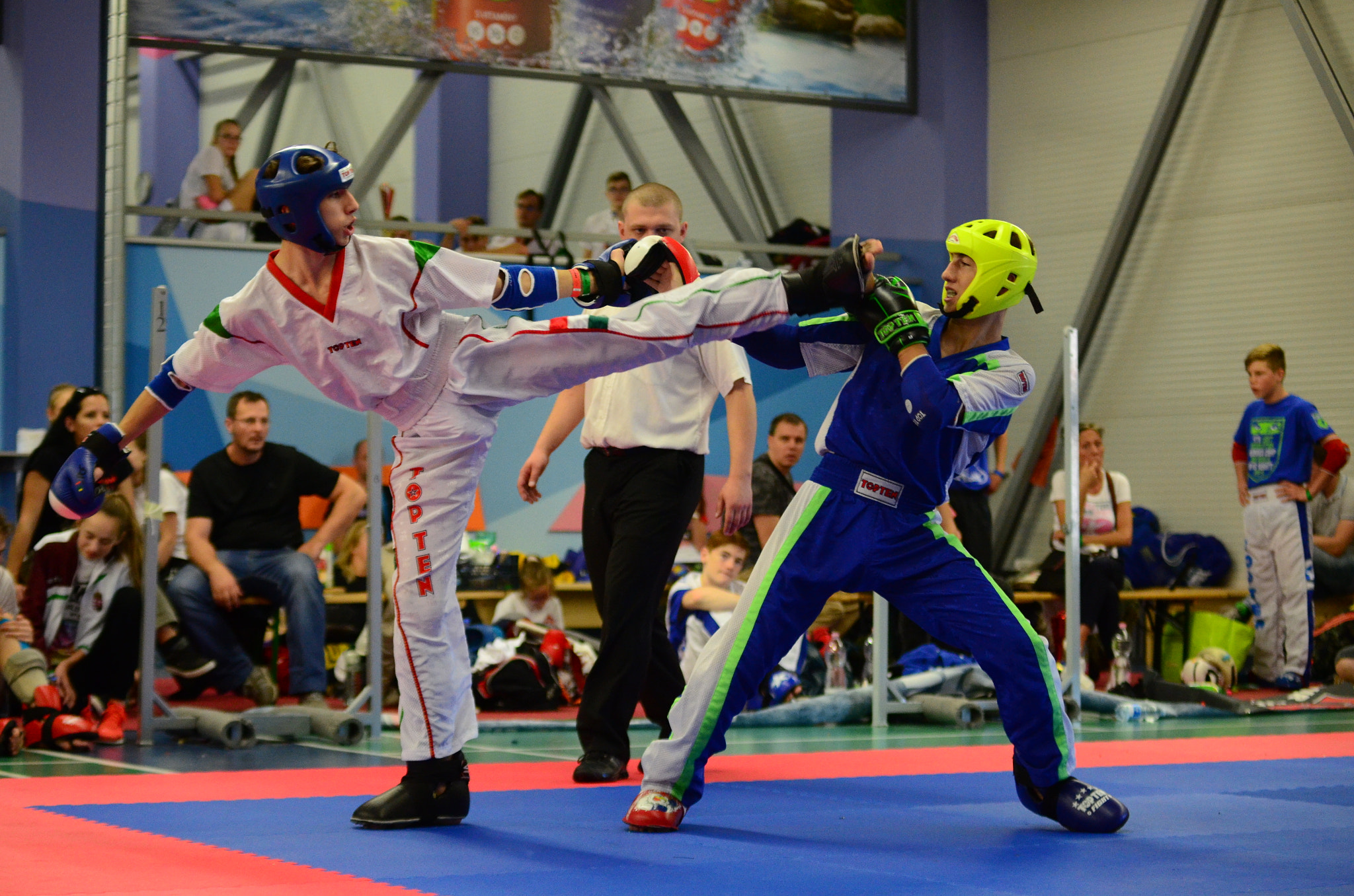
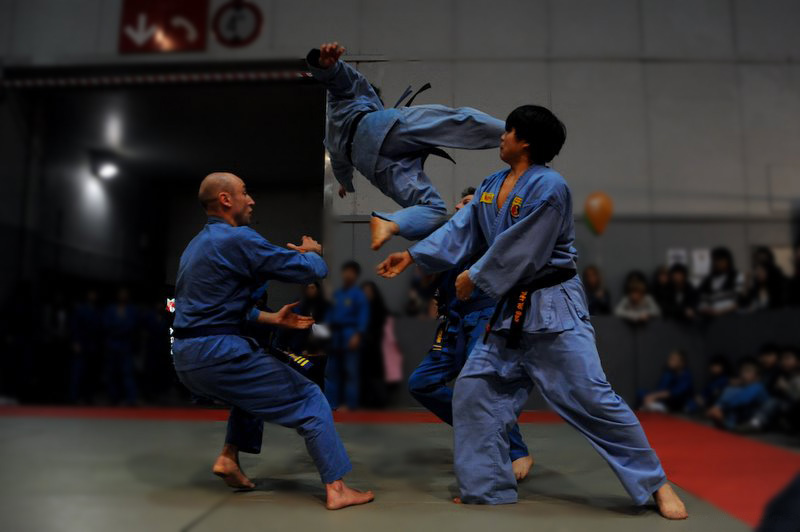
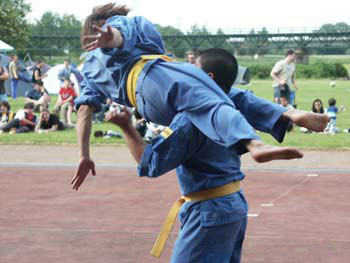
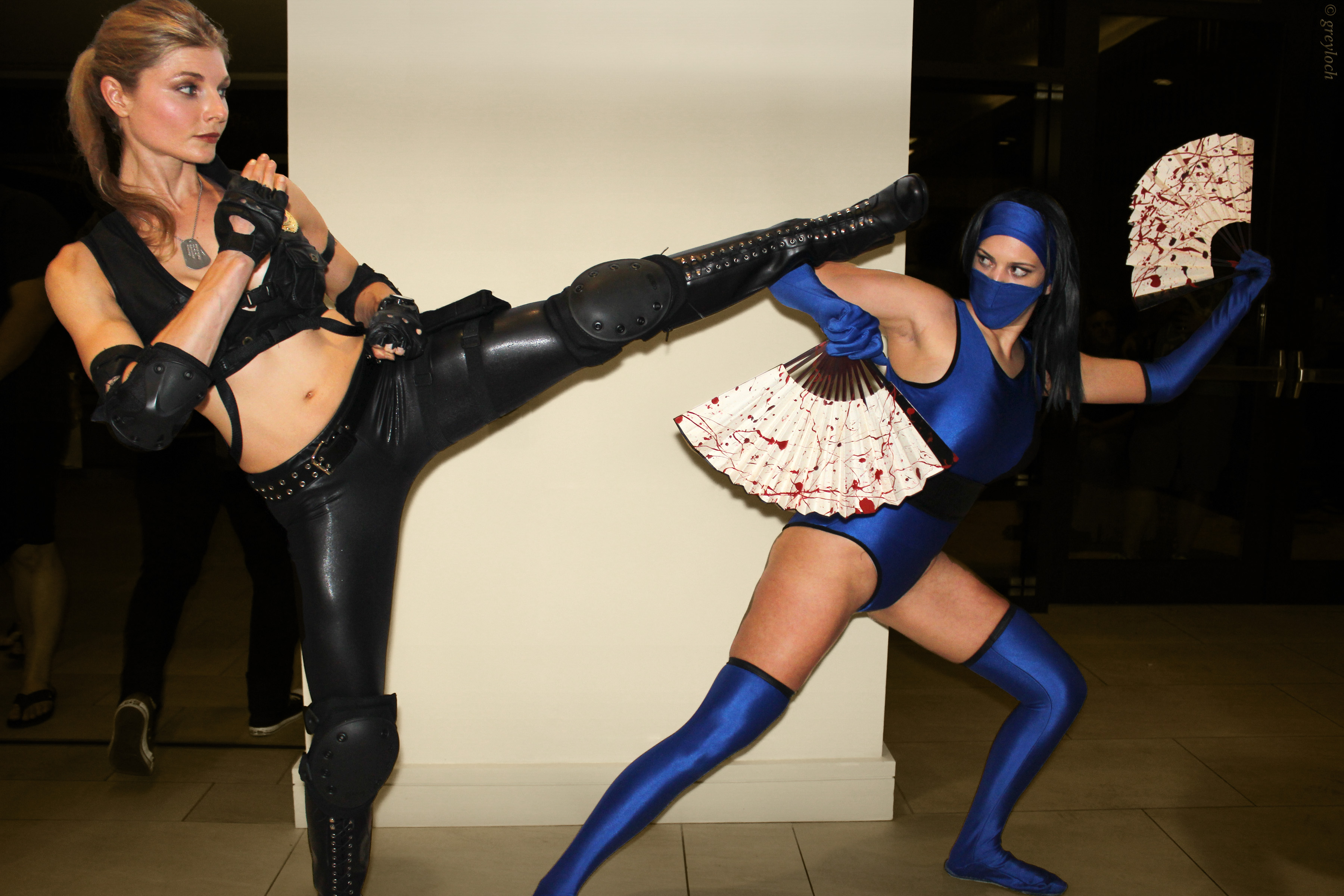
Biểu diễn một đòn cước của Sonya
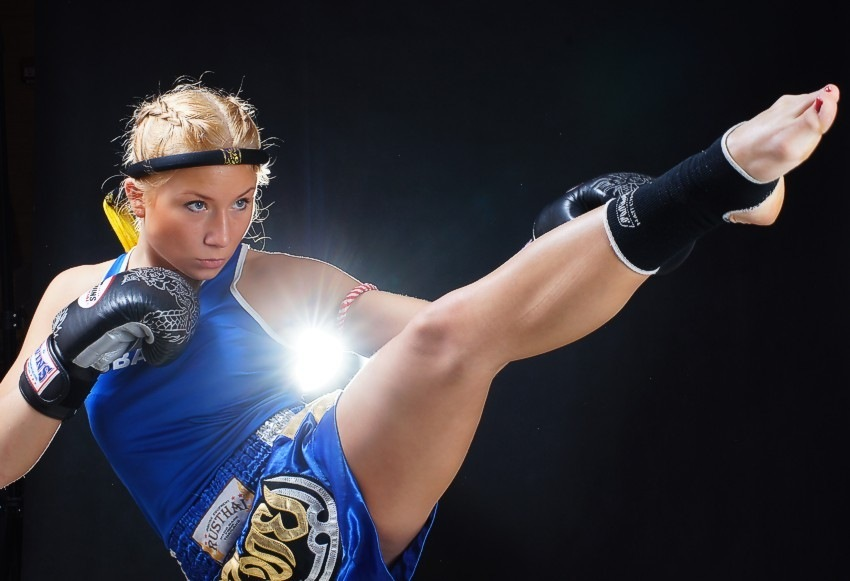
Một đòn đá cao
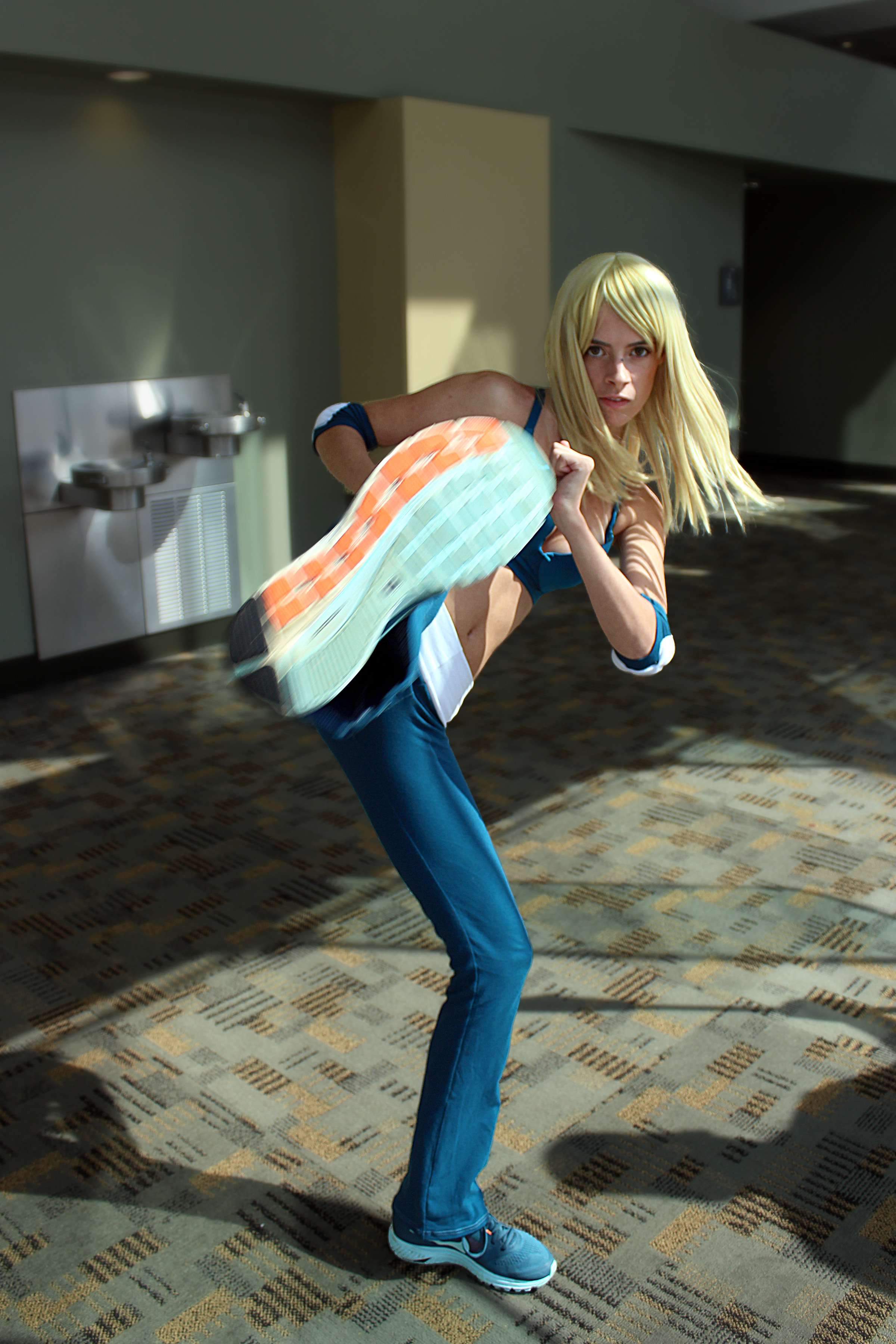
Một cú đạp vào trước
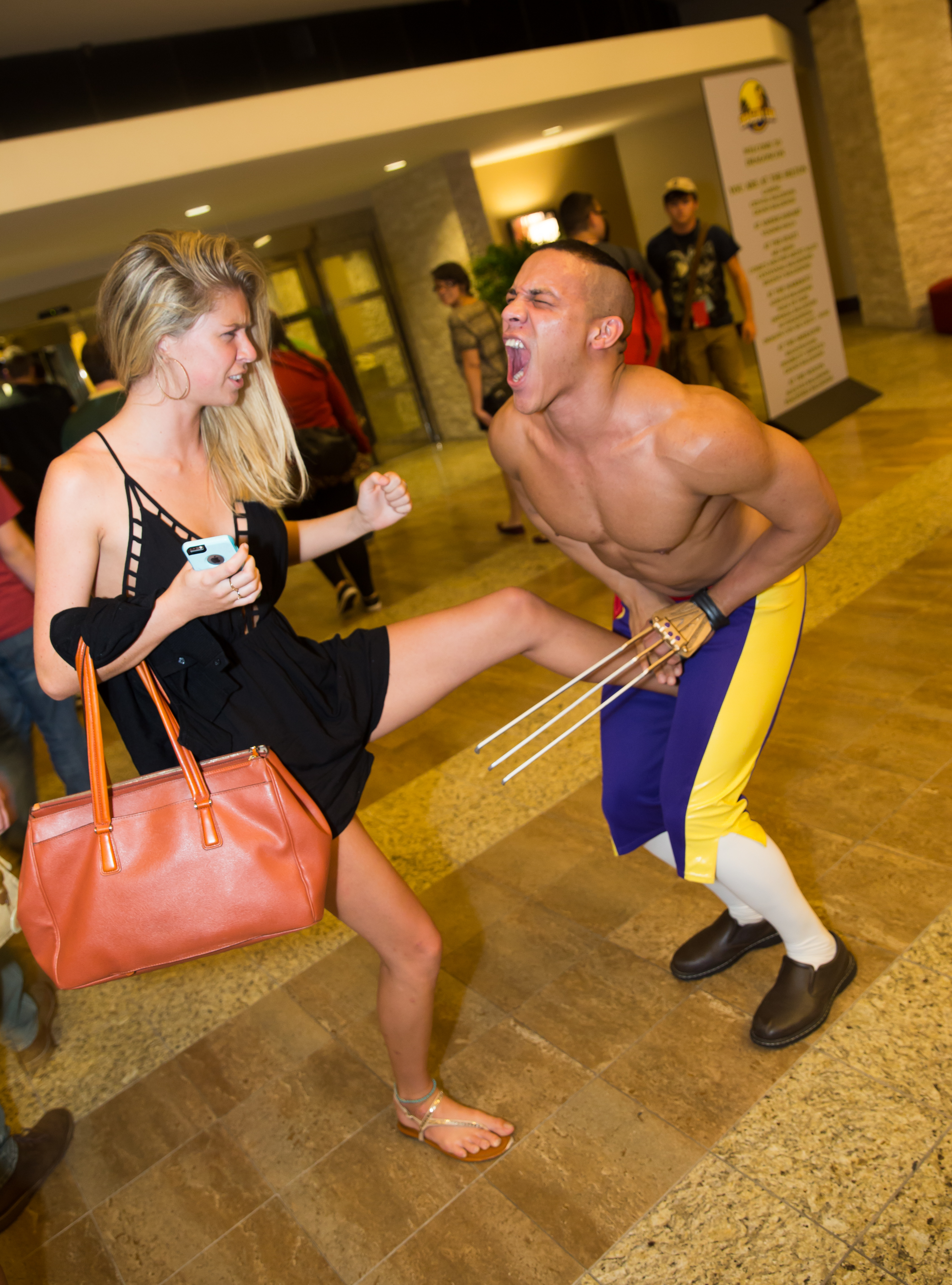
Liêu âm thoái (đá vào hạ bộ)
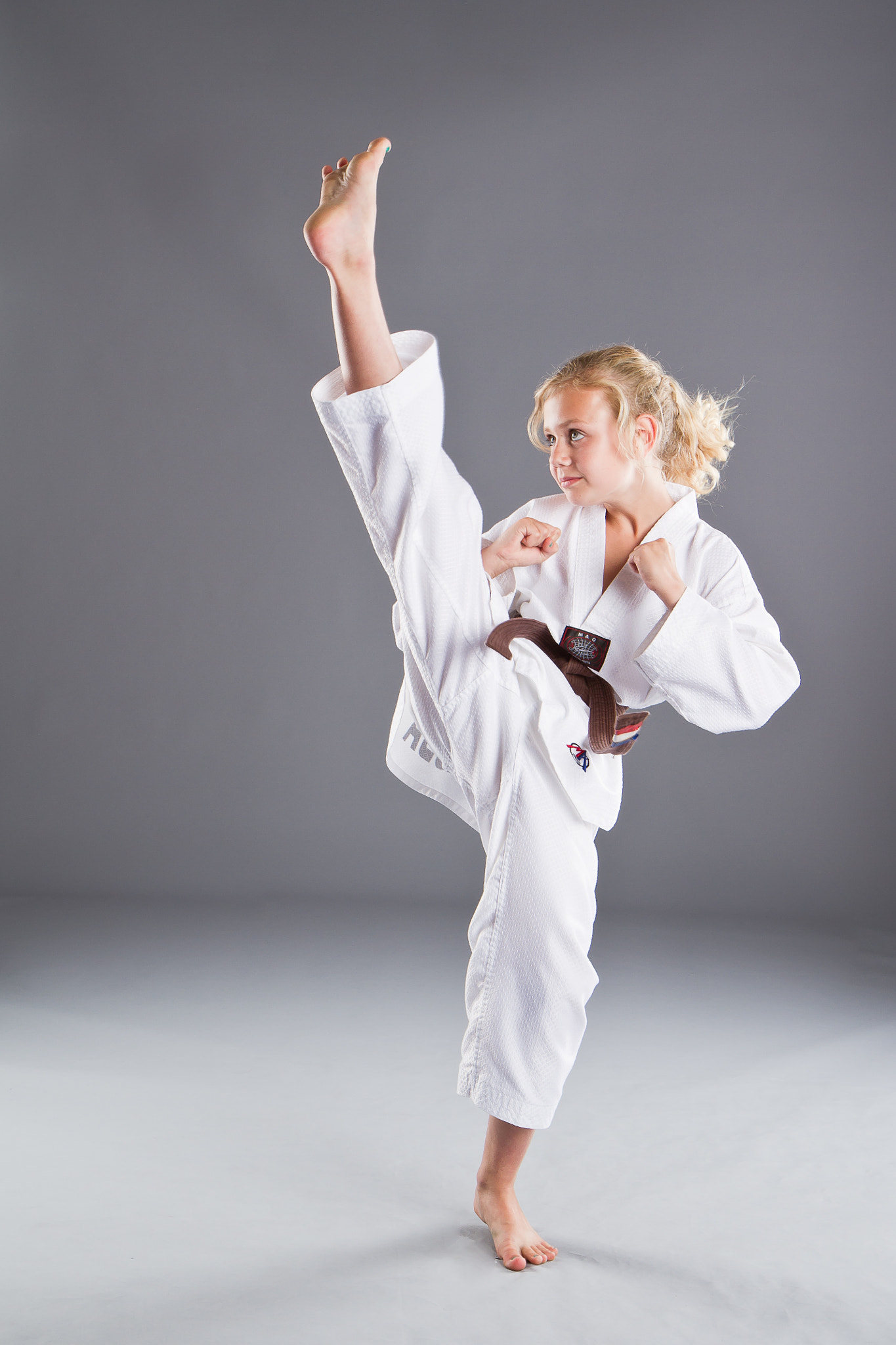